# Hängematte

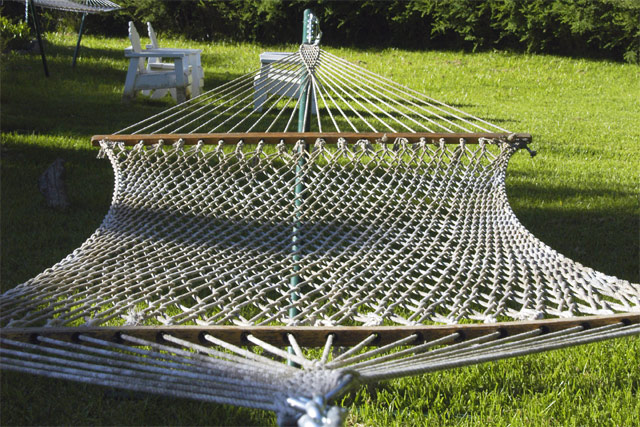
Netzhängematte mit Spreizstäben in einem Hängemattengestell

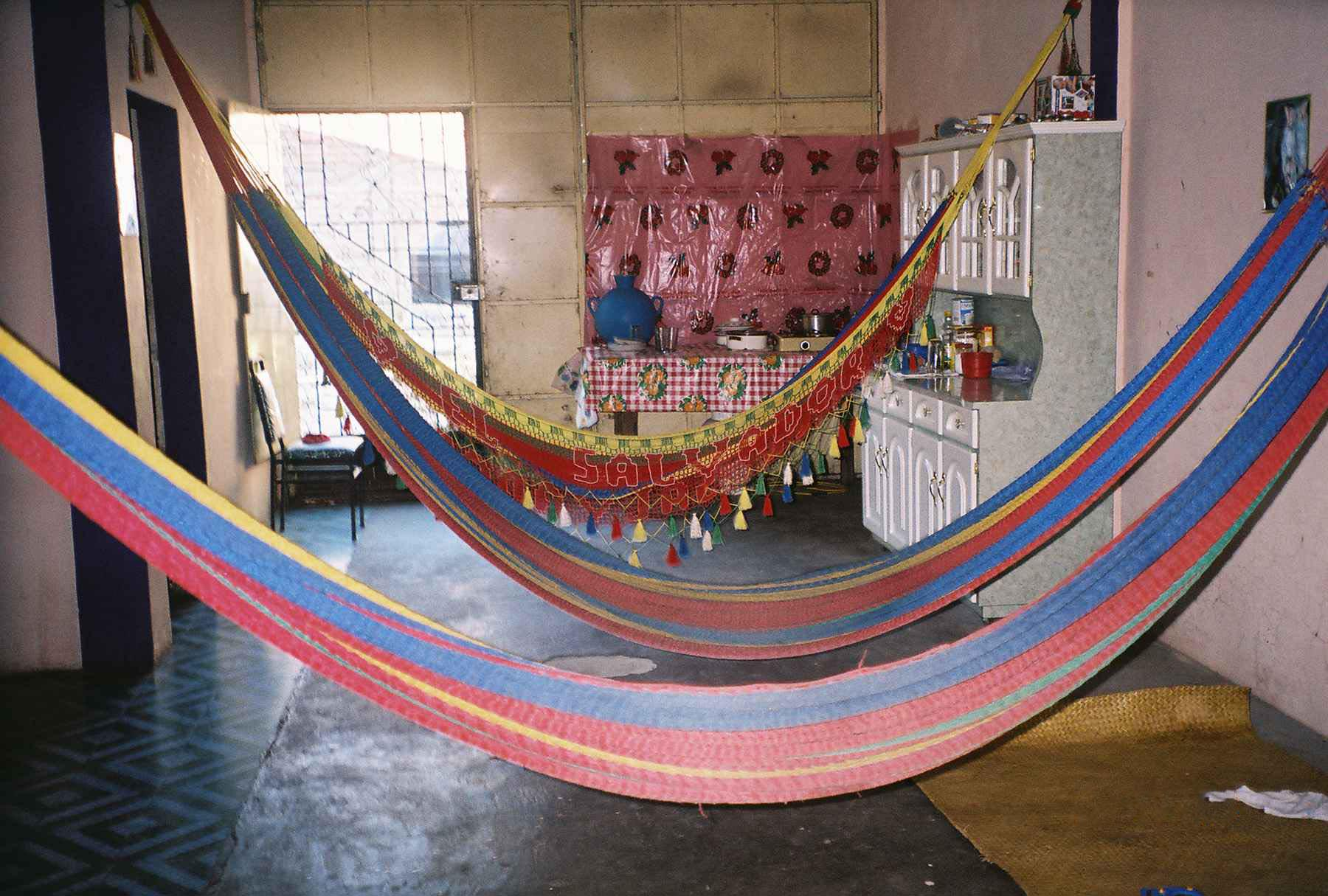
Hängematten ohne Spreizstab in einem Wohnraum in El Salvador

Eine Hängematte ist eine Ruhe- und Schlafgelegenheit aus Netz- oder Tuchgewebe, die so zwischen zwei Befestigungspunkten aufgespannt wird, dass eine durchhängende Liegefläche entsteht. Hängematten waren in Lateinamerika schon vor der Entdeckung durch die Europäer sowie in England in Gebrauch und wurden später in der Schifffahrt als platzsparende Schlafgelegenheit eingesetzt. An Land bietet die erhöhte Aufhängung Schutz vor gefährlichen Tieren, Schmutz und Feuchtigkeit. Mittlerweile sind Hängematten weltweit verbreitet und dienen als entspannende Liegemöglichkeit nicht nur im Freien.

## Geschichte

### Wortherkunft
Die Entwicklung des Wortes Hängematte ist ein typisches Beispiel für eine volksetymologische Umdeutung. Der Ursprung ist die Bezeichnung der Taínos auf Haiti für ihre Schlafnetze, die hamáka genannt werden.
Christoph Kolumbus lernte auf seinen Amerikareisen auf Haiti die schwebenden Betten der Eingeborenen kennen und benannte diese 1492 mit dem westindischen Wort hamaca. Diesen wurden dann die hängenden Schlafstellen der europäischen Matrosen nachgebildet. Am 17. Oktober 1492 notiert er in seinem Bordbuch: „Betten und Decken, auf denen jene Leute schliefen, sind eine Art Wollnetze“, am 3. November 1492 ist dann ausdrücklich von „hamacas“ die Rede.
In der deutschen Sprache erscheint das Wort erstmals 1529 als Hamaco oder Hamach. Das den Deutschen allzu fremd klingende Wort wurde durch phono-semantische Angleichung zu Hängematte umgewandelt, ein Wort, das in Aussprache dem Stammwort Hamach ähnelt und außerdem noch eine treffende Beschreibung für die Sache (hängende Schlafmatte) liefert. Die englische Bezeichnung hammock oder französisch hamac verdeutlichen die Wortherkunft.

### Europa

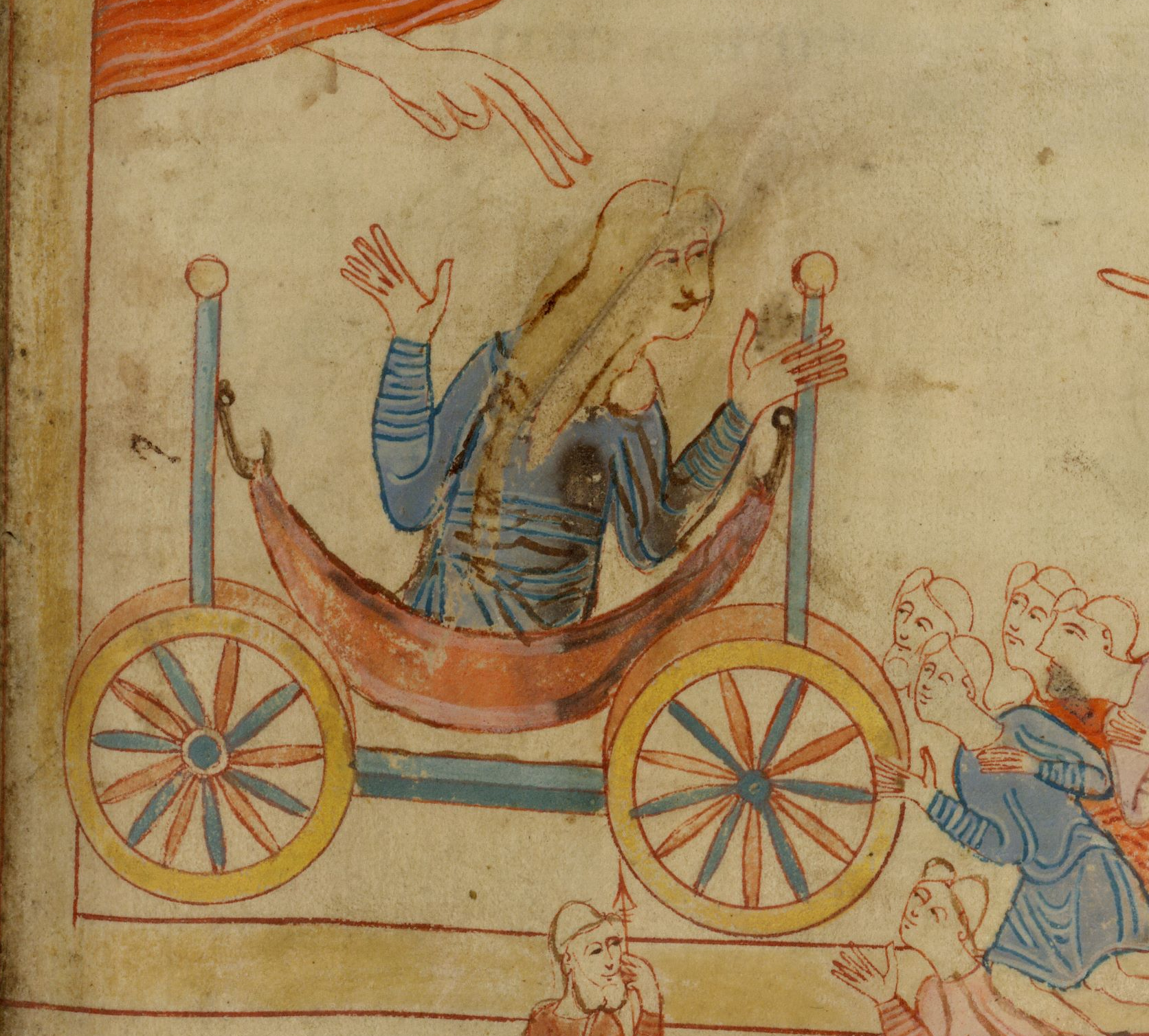
Joseph in einer fahrbaren Hängematte (Hexateuch)

In der älteren Literatur wurde die Erfindung der Hängematte verschiedentlich dem Athener Feldherrn Alkibiades († 404 v. Chr.) zugeschrieben. Plutarch zufolge soll Alkibiades sein Bett auf seiner Galeere aus Bequemlichkeit an Stricken aufgehängt haben. Andere antike Quellen erwähnen den Gebrauch „hängender Betten“, um den Schlaf oder die Gesundheit zu fördern, liefern aber ebenfalls keine näheren Angaben zu ihrer Beschaffenheit.
Im Hexateuch, einer Handschrift aus dem 11. Jahrhundert, wird der biblische Josef dargestellt, wie er als „zweiter Streitwagen“ des Pharao (also Vizekommandeur) in einem einfachen Vehikel sitzt, dessen Aufbau aus einer Hängematte zu bestehen scheint.

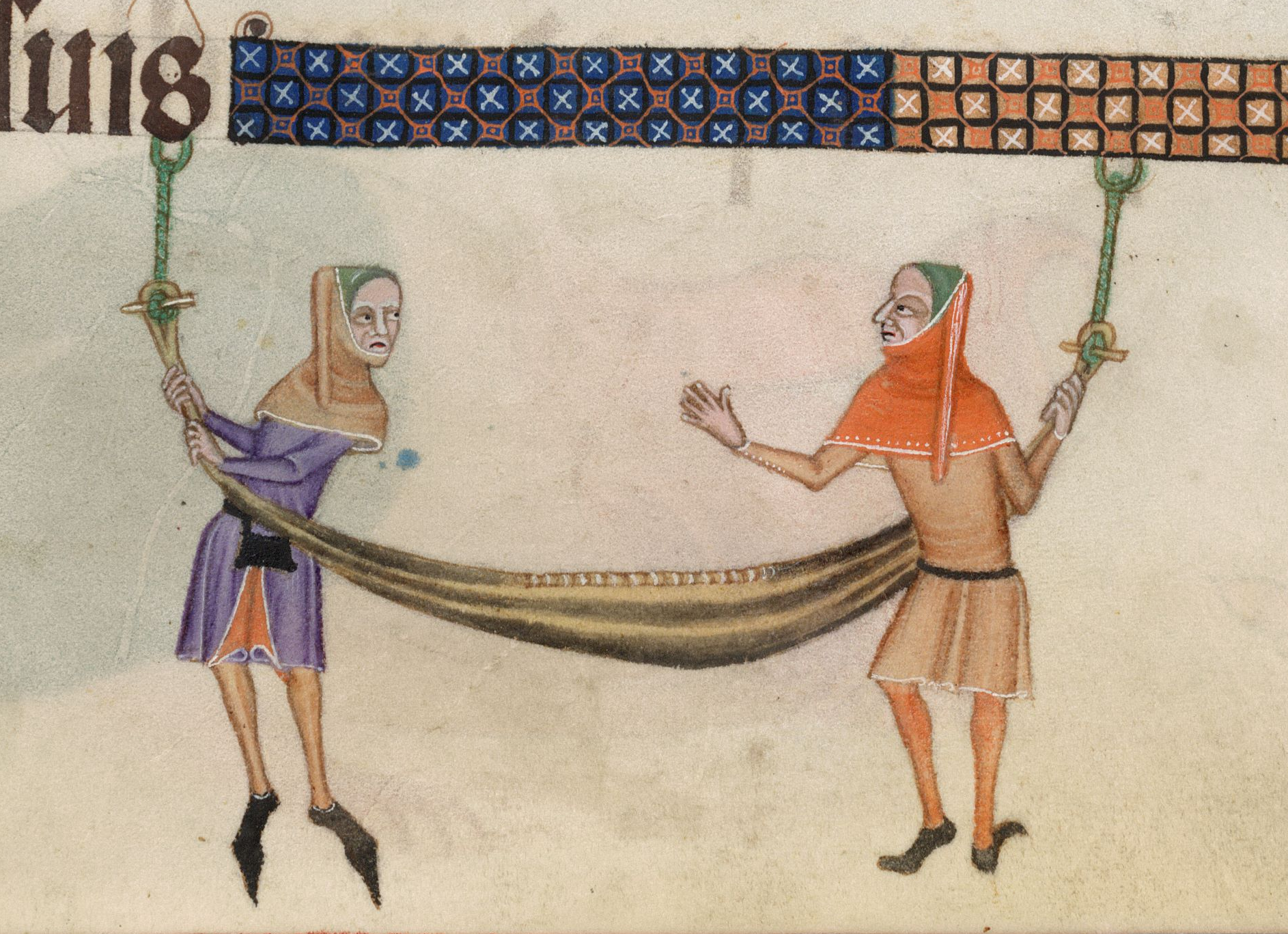
Hängematte im Luttrell-Psalter (um 1330)

Die Hängematte tritt in ihrer Funktion als Hängebett erstmals um 1330 im englischen Luttrell-Psalter in Erscheinung. Das Hängetuch endet nun in Festmacherknoten, die die Ringe der späteren Schiffshängematte vorwegnehmen. Der Stoff besteht bereits aus Segeltuch und nicht dem Netzgeflecht, das die Spanier später in der Neuen Welt vorfanden. Die Royal Navy orderte nachweislich erstmals 1597 Hängematten aus Tuch. Da diese zunächst als „Hängekabinen oder Hängebetten“ bezeichnet wurden, äußert der niederländische Technikhistoriker André Sleeswyk die Hypothese, dass es die englische Stoffversion war, die sich im 17. Jahrhundert in den europäischen Kriegsmarinen verbreitete, bis ihr schließlich derselbe Name gegeben wurde wie der Netzhängematte, die Kolumbus aus Amerika eingeführt hatte.
Allerdings sind Hängematten bereits 1589 und 1595–1596 auf englischen Freibeutern, die in der Karibik operierten, als Bordinventar verzeichnet (letztere Unternehmung schloss auch königliche Kriegsschiffe ein). Diese wurden jedoch als „Brasill-Betten“ geführt, was auf das indianische Netzgewebe hinweist. Die maritime Nutzung insbesondere dieser Variante dürfte durch die schwache Wärmedämmung, die eine Hängematte in einer kühlen Nacht auf See bietet, anfänglich auf die tropischen Gefilde beschränkt gewesen sein.

## Hängematten-Arten

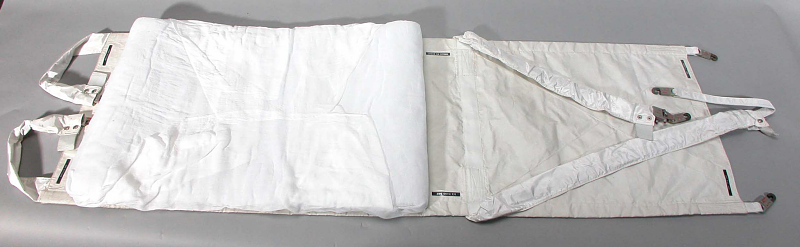
Hängematten-Modell, welches ab Apollo 12 in den Mondlandefähren verwendet wurde

Hängematten lassen sich nach der Art der Liegefläche in Tuchhängematten und Netzhängematten untergliedern. Tuchhängematten sind hauptsächlich im nord- und südamerikanischen Raum zu finden. Die traditionelle Netzhängematte hat ihren Ursprung in Mexiko.
Daneben werden Tuch- oder Netzhängematten mit oder ohne Spreizstäben angeboten. Diese halten die Liegefläche offen, können aber bei außermittiger Gewichtsverteilung begünstigen, dass sich die ganze Liegefläche um die Aufhängepunkte verdreht und der Benutzer herausfällt. Hängematten mit Spreizstäben sind hauptsächlich in Nordamerika vertreten.
Traditionelle mexikanische Netzhängematten haben keine Spreizstäbe und bestehen aus einer Vielzahl dünner, knotenfrei ineinander geschlungener Baumwollfäden. Dabei entsteht ein feinmaschiges Gewebe, dessen Einzelfäden eine geringe Haltbarkeit haben, das als Ganzes aufgrund der Lastverteilung auf eine große Zahl von Fäden jedoch wesentlich mehr Gewicht als eine Tuchhängematte aushält. Die knotenfreie Ausführung ermöglicht eine Anpassung des Gewebes an die Körperform, was in Verbindung mit dem feinmaschigen Gewebe einen hohen Liegekomfort schafft.
Daneben werden auch Netzhängematten aus dickerer Kordel hergestellt, bei denen das Gewebe mit Knoten verknüpft ist. Beim Knüpfen wird der Schotstek eingesetzt. Der Liegekomfort ist abhängig von Maschenweite und Knotenstärke.
Eine seltene Hängemattenart sind die aus Moriche-Palmen gefertigten Hängematten der Warao-Indianer des Orinoco-Deltas in Venezuela, denen eine lange Haltbarkeit nachgesagt wird, sofern sie nicht nass werden. Zur Herstellung dieses Typus brauchen geübte Hände etwa 2 Monate.

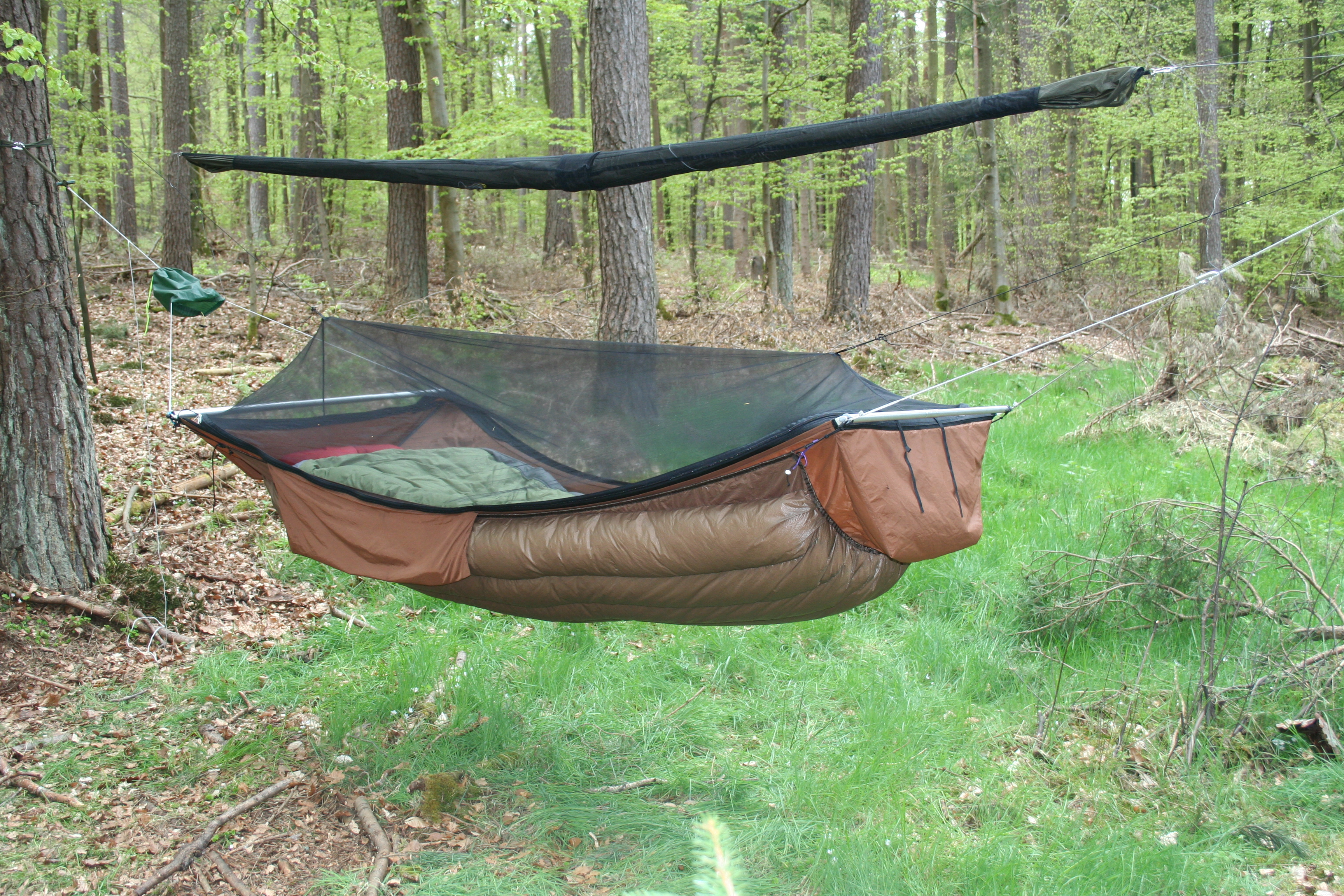
Brückenhängematte mit Moskitonetz und Underquilt

Für das Hängemattencamping werden Hängematten angeboten, die den Benutzer mit einem Moskitonetz vor Insekten und mit einer Zeltplane vor Regen schützen und so als Zelt-Ersatz dienen.
Während eine Hängematte horizontal aufgespannt wird, hängt ein Hängesitz senkrecht an einem Haken.
Eine Hängematte an einer Tragstange für zwei Träger wurde früher auch als Ersatz für eine Sänfte verwendet. Damit waren Personentransporte über unwegsames Gelände und Schlafen während des Transports möglich.
Babyhängematten sind speziell den Bedürfnissen von Säuglingen angepasst.

## Hängematten in der Schifffahrt

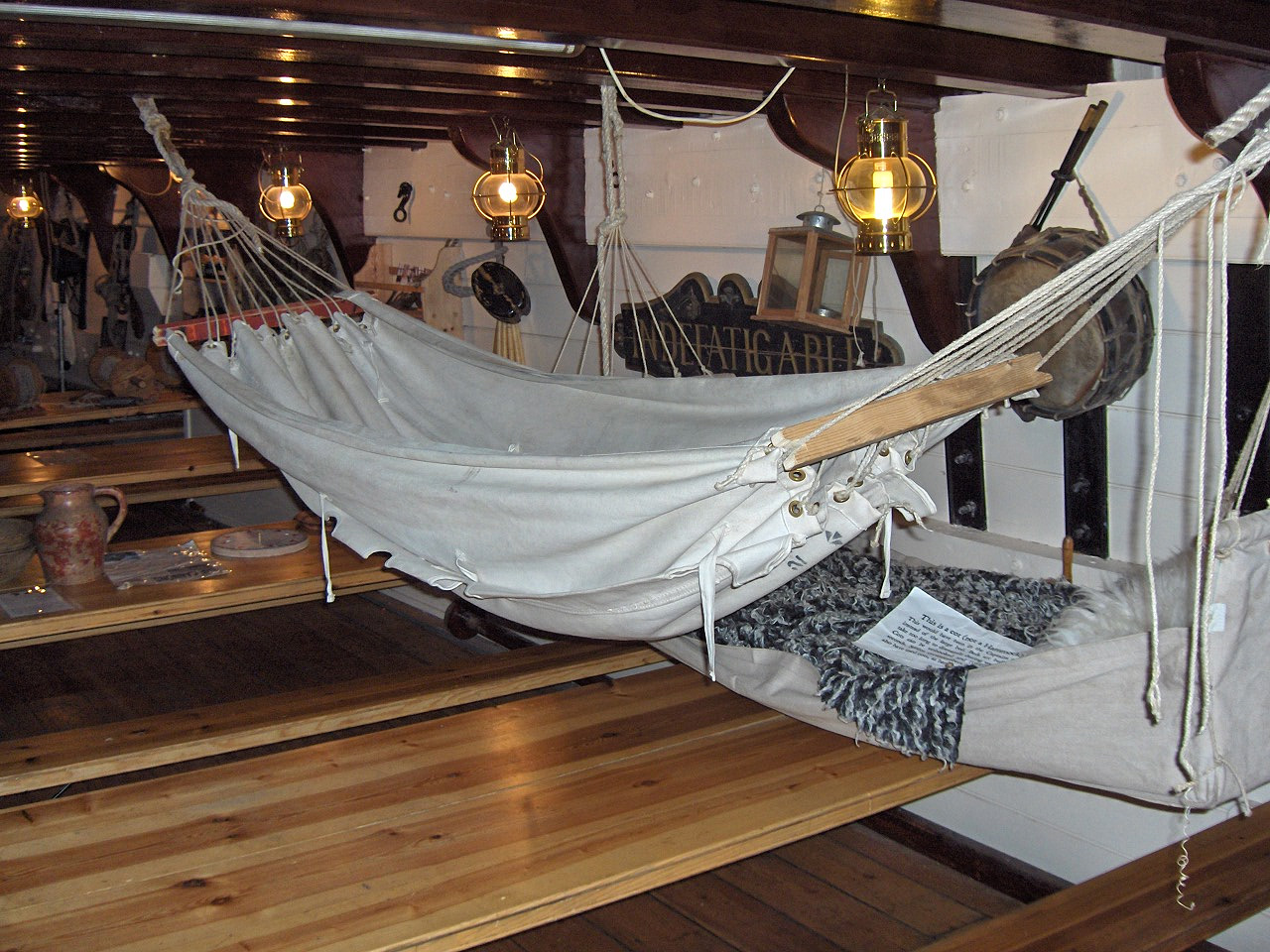
Schiffshängematte

Seit der Entdeckung Amerikas durch europäische Seefahrer werden Hängematten traditionell als Schlafgelegenheit auf Schiffen eingesetzt. Das Schwanken des Schiffs wird durch die Bewegung der Hängematte ausgeglichen; der Matrose rutscht dadurch bei hohem Seegang nicht aus der Hängematte, wie es bei einem Bett der Fall wäre. Die Hängematte kann bei Nichtgebrauch platzsparend verstaut werden. Der auf Schiffen knapp bemessene Raum steht dann wieder für andere Zwecke zur Verfügung.
In einer deutschen marinekundlichen Schrift aus dem Jahr 1901 werden Hängematten als die hängenden Betten der Kriegsschiffsmatrosen aus Segeltuch mit Leinen an den Enden, die durch Ringe vereinigt werden, dargestellt. Mittels dieser Ringe werden die Hängematten an Haken der Deckbalken zur Nachtruhe aufgehängt. Die Größe der Hängematten beträgt üblicherweise 2 m × 1 m. Der tiefste Punkt befindet sich ca. 1 m über dem Schiffsdeck. In der Hängematte befinden sich eine Rosshaarmatratze in einem Bezug und eine Wolldecke. Tagsüber werden die Hängematten aus dem Deck entfernt und zusammengerollt mit den Matratzen und Wolldecken in belüfteten Hängemattskästen oder Finknetzkästen verstaut. Diese Kästen befinden sich auf dem obersten Deck im Freien.